# Municipio de Brookville (Illinois)
El municipio de Brookville (en inglés: Brookville Township) es un municipio ubicado en el condado de Ogle en el estado estadounidense de Illinois. En el año 2010 tenía una población de 241 habitantes y una densidad poblacional de 5,15 personas por km².

## Geografía
El municipio de Brookville se encuentra ubicado en las coordenadas 42°4′8″N 89°39′23″O / 42.06889, -89.65639. Según la Oficina del Censo de los Estados Unidos, el municipio tiene una superficie total de 46.8 km², de la cual 46,8 km² corresponden a tierra firme y (0 %) 0 km² es agua.

## Demografía
Según el censo de 2010, había 241 personas residiendo en el municipio de Brookville. La densidad de población era de 5,15 hab./km². De los 241 habitantes, el municipio de Brookville estaba compuesto por el 97,1 % blancos, el 0,41 % eran afroamericanos y el 2,49 % eran de una mezcla de razas. Del total de la población el 2,49 % eran hispanos o latinos de cualquier raza.